# 墨西哥足球联赛系统
墨西哥足球联赛系统，为墨西哥各级别足球联赛组成的系统，由墨西哥足球协会管理。

## 男子
| 级别 | 联赛                                               | 联赛                                               |
| 1    | 墨西哥足球超級聯賽（墨超）（Liga MX） 18 队        | 墨西哥足球超級聯賽（墨超）（Liga MX） 18 队        |
| 2    | 墨西哥足球拓展聯賽（Liga de Expansión MX） 15 隊   | 墨西哥足球拓展聯賽（Liga de Expansión MX） 15 隊   |
| 3    | 墨西哥足球乙级联赛（Liga Premier de México） 49 隊 | 墨西哥足球乙级联赛（Liga Premier de México） 49 隊 |
| 4    | 墨西哥足球丙级联赛（Liga TDP） 225 隊              | 墨西哥足球丙级联赛（Liga TDP） 225 隊              |

## 女子
| 级别 | 联赛                                             | 联赛                                             |
| 1    | 墨西哥女子超級足球聯賽（Liga MX Femenil） 18 隊  | 墨西哥女子超級足球聯賽（Liga MX Femenil） 18 隊  |
| 2    | 墨西哥女子丙級足球聯賽（Liga TDP Femenil） 46 隊 | 墨西哥女子丙級足球聯賽（Liga TDP Femenil） 46 隊 |